# Xavier Grenier-Talavera
Xavier Grenier-Talavera (1995) es un deportista canadiense que compitió en triatlón. Ganó una medalla de plata en el Campeonato Panamericano de Triatlón de 2016 en la prueba de relevo mixto.

## Palmarés internacional
| Campeonato Panamericano | Campeonato Panamericano   | Campeonato Panamericano | Campeonato Panamericano |
| Año                     | Lugar                     | Medalla                 | Prueba                  |
| ----------------------- | ------------------------- | ----------------------- | ----------------------- |
| 2016                    | Sarasota (Estados Unidos) | Medalla de plata        | Relevo mixto            |